# Пятумбой
Пятумбой — река в России, протекает по Ненецкому АО. Берёт начало из озера Пятумбой, впадает в озеро Сухое. Длина реки составляет 42 км.
В середине XX века река считалась двумя разными водотоками — рекой Сухая (современная нижняя часть) и рекой Пятумбой-Ю (современная верхняя часть). При этом Пятумбой-Ю впадал в Сухую с левого берега на середине течения.
Имеет правый приток — реку Винная. Немного выше, на 29 километре правого берега, принимает реку Сухая.

## Данные водного реестра
По данным государственного водного реестра России относится к Двинско-Печорскому бассейновому округу, водохозяйственный участок реки — Печора от водомерного поста Усть-Цильма и до устья, речной подбассейн реки — бассейны притоков Печоры ниже впадения Усы. Речной бассейн реки — Печора.
Код нижнего течения (совместный с Сухой) в государственном водном реестре — 03050300212103000084657, код верхнего течения — 03050300212103000084664.